# Maddox Peak
Der Maddox Peak ist ein 1200 m hoher Berg an der Danco-Küste des westantarktischen Grahamlands. Er ragt östlich der Flandernbucht an der Mündung des Carbutt-Gletschers in den Goodwin-Gletscher auf.
Der Berg ist unbenannt auf einer argentinischen Landkarte aus dem Jahr 1954 verzeichnet. Das UK Antarctic Place-Names Committee benannte ihn 1960 nach dem britischen Fotopionier Richard Leach Maddox (1816–1902), dem Erfinder des trockenen Gelatineverfahrens im Jahr 1871.